# Vương quốc Hồi giáo Darfur
Vương quốc Hồi giáo Darfur (tiếng Ả Rập: سلطنة الدارفور, đã Latinh hoá: Salṭanat al-Dārfūr) là một quốc gia tiền thuộc địa ở khu vực ngày nay là miền tây Sudan. Vương quốc tồn tại từ năm 1603 đến ngày 24 tháng 10 năm 1874, khi rơi vào tay lãnh chúa Sudan Rabih az-Zubayr và một lần nữa từ năm 1898 đến năm 1916, khi bị người Anh chinh phục và sáp nhập vào Sudan thuộc Anh-Ai Cập. Vào thời kỳ cực thịnh vào cuối thế kỷ 18 và đầu thế kỷ 19, nó trải dài từ Darfur ở phía tây đến Kordofan và bờ tây của sông Nile Trắng ở phía đông, khiến nó có kích thước tương đương Nigeria ngày nay.

### Thời kỳ cực thịnh

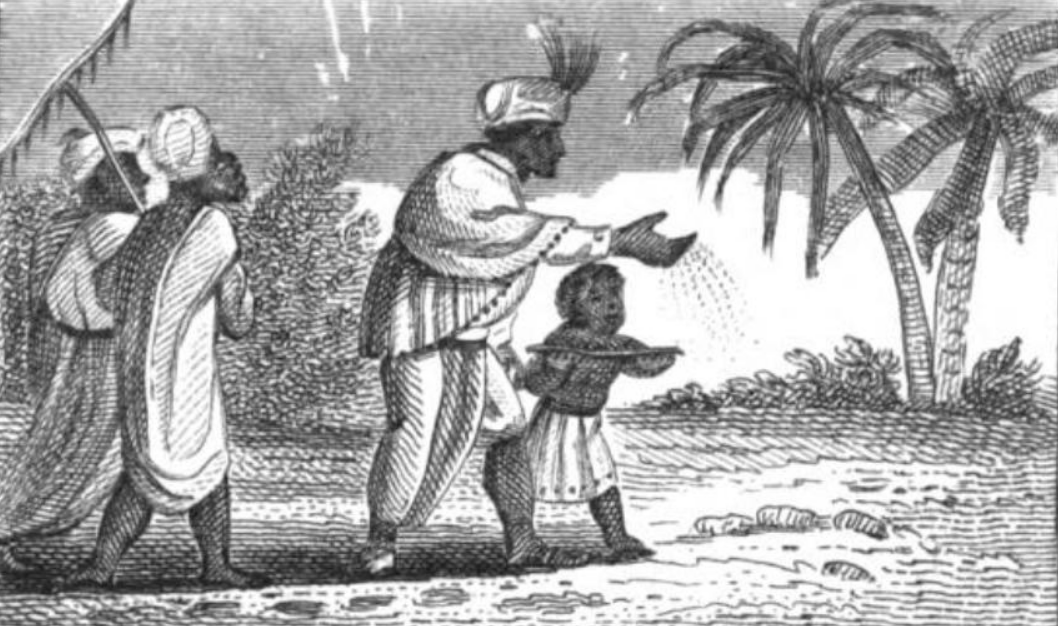
"Vua Darfur trồng ngô" bởi Isaac H. Taylor, 1820

### Turkiyya (thời kỳ Ottoman cai trị)

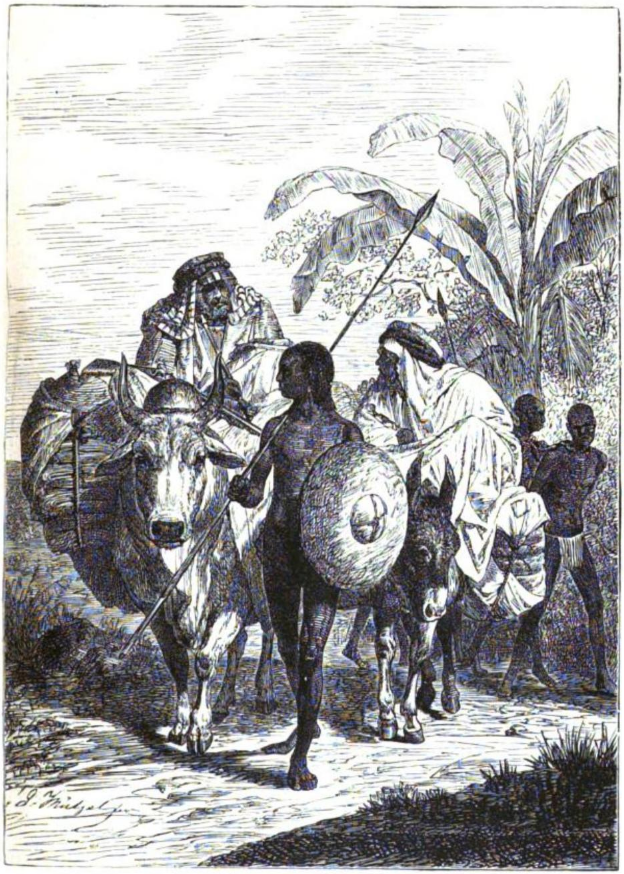
Những nhà buôn nô lệ từ Darfur vào khoảng năm 1870

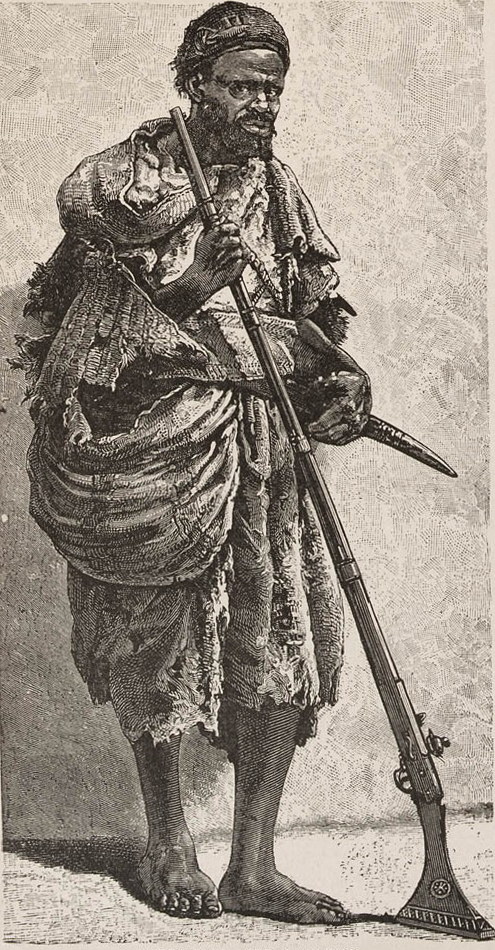
Al-Zubayr Rahma năm 1889

### Ali Dinar

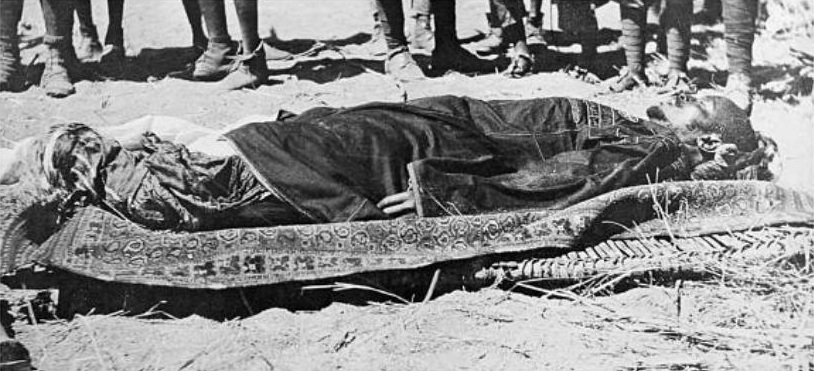
Ali Dinar sau khi tử trận

## Lịch sử